# Estación de Fuenlabrada Central
Fuenlabrada Central es una estación de la línea 12 del Metro de Madrid situado en el municipio de Fuenlabrada. Ofrece una conexión con la línea C-5 de la red de Cercanías Madrid a través de la estación de Fuenlabrada.

## Historia
La estación fue inaugurada el 20 de junio de 1876 con la apertura al tráfico del tramo Madrid-Torrijos de la línea que pretendía conectar la capital de España con Malpartida de Plasencia buscando así un enlace con la frontera portuguesa más directo al ya existente por Badajoz. Las obras corrieron a cargo de la Compañía del Ferrocarril del Tajo. En 1880 dicha compañía pasó a ser conocida bajo las siglas MCP que aludían al trazado Madrid-Cáceres-Portugal una vez finalizadas las obras de las líneas Madrid-Malpartida, Malpartida-Cáceres y Cáceres-Frontera. A pesar de contar con este importante trazado que tenía en Madrid como cabecera a la estación de Delicias la compañía nunca gozó de buena salud financiera siendo intervenida por el Estado en 1928 quien creó para gestionarla la Compañía Nacional de los Ferrocarriles del Oeste. En 1941, con la nacionalización de la totalidad de la red ferroviaria española la estación pasó a ser gestionada por RENFE. En la década de 1980 se integró en la red de cercanías siendo cabecera de la línea C-5, hasta 2003. Desde el 31 de diciembre de 2004 Renfe Operadora explota la línea mientras que Adif es la titular de las instalaciones ferroviarias.
El 11 de abril de 2003 abrió al público la estación subterránea de Metro de Madrid junto al resto de la línea 12.
Entre el 21 de junio y el 5 de septiembre de 2021 la estación de metro permaneció cerrada por el corte de la línea 12 entre Hospital de Móstoles y Conservatorio para llevar a cabo obras de reparación en la infraestructura. Se habilitó un Servicio Especial de autobús gratuito con parada en el entorno de las estaciones afectadas.

## Accesos
Vestíbulo Fuenlabrada Central

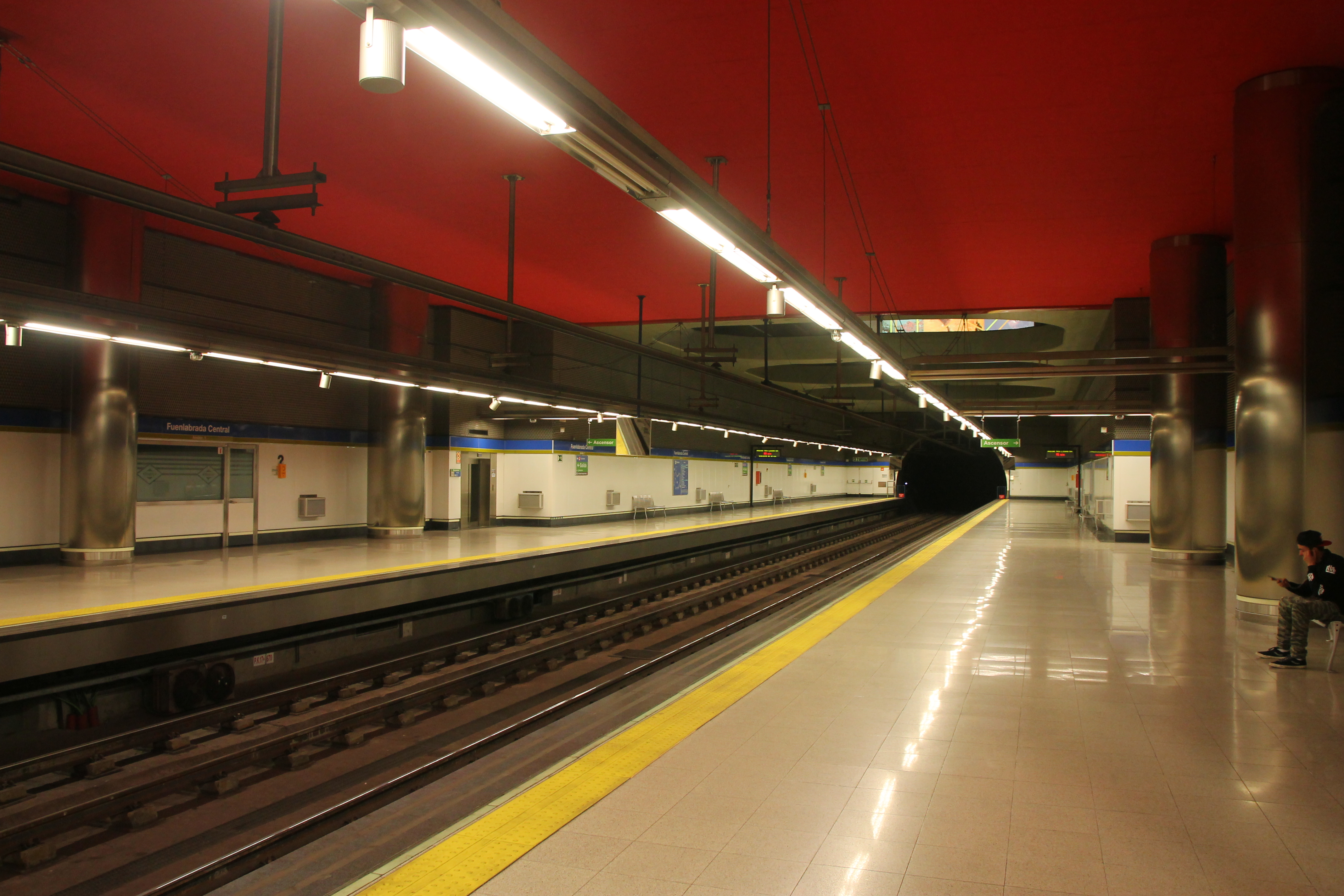
Andenes de la estación

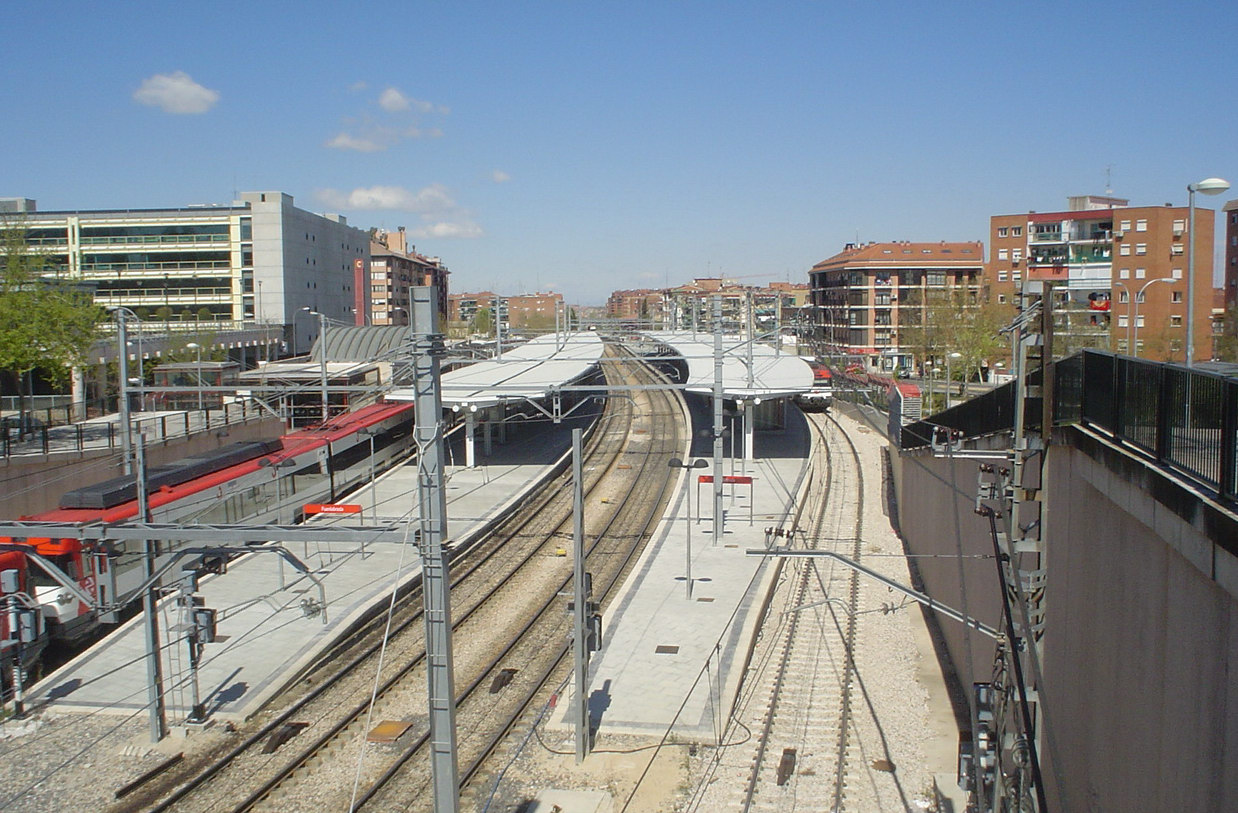
Vías de Cercanías

- Pº de la Estación Pº de la Estación, s/n (templete)
- RENFE Abierto de 6:00 a 0:30 Límites Metro/Renfe en nivel -1
- Ascensor Pº de la Estación, s/n (dentro del templete). No es un acceso independiente

## Líneas y conexiones

### Metro
| << cabecera | < estación    | línea | estación >            | cabecera >> |
| ----------- | ------------- | ----- | --------------------- | ----------- |
| circular    | Parque Europa |       | Parque de los Estados | circular    |

### Cercanías
| procedencia/destino                                                                                       | < estación | línea | estación >           | destino/procedencia |
| --- | ---------- | ----- | -------------------- | ------------------- |
| HumanesH                                                                                                  | HumanesH   |       | La Serna-Fuenlabrada | Móstoles - El Soto  |
| H Sólo la mitad de los trenes continúan hasta Humanes. La otra mitad inician su recorrido en Fuenlabrada. |            |       |                      |                     |

### Media Distancia
Los servicios de media distancia con parada en la estación tienen como principales destinos Madrid, Extremadura y Talavera de la Reina. Para ello se emplean trenes MD, Regional Exprés, Regional e Intercity.
| Línea MD | Trenes             | Origen/Destino          | Destino/Origen                                 |
| -------- | ------------------ | ----------------------- | ---------------------------------------------- |
|          | Intercity          | Madrid-Atocha Cercanías | Badajoz                                        |
| 52       | MD Regional Exprés | Madrid-Atocha Cercanías | Mérida Cáceres Plasencia Valencia de Alcántara |
| 52       | Regional           | Madrid-Atocha Cercanías | Talavera de la Reina                           |

### Autobuses
| Diurnos   |                       |                                        |                 |
| Línea     | Destino               | Parada                                 | Operador        |
| 2         | Circular Verde        | 07749 Luis Sauquillo-Grecia (N.º 44)   | EMT Fuenlabrada |
| 3         | Circular Roja         | 07749 Luis Sauquillo-Grecia (N.º 44)   | EMT Fuenlabrada |
| 4         | El Arroyo - La Fuente | 07749 Luis Sauquillo-Grecia (N.º 44)   | EMT Fuenlabrada |
| 4         | Loranca               | 07748 Luis Sauquillo-Escorial (N.º 57) | EMT Fuenlabrada |
| 6         | Cementerio Nuevo      | 19219 P.º Roma - Est. Fuenlabrada      | EMT Fuenlabrada |
| Nocturnos |                       |                                        |                 |
| Línea     | Destino               | Parada                                 | Operador        |
| 5         | Urbano Nocturno       | 07752 Móstoles-Humilladero (N.º 12)    | EMT Fuenlabrada |

| Diurnos |                                              |                                               |                           |
| Línea   | Destino                                      | Parada                                        | Operador                  |
| 468     | Griñón - Casarrubuelos/Serranillos           | 07749 Luis Sauquillo-Grecia (N.º 44)          | Avanza Movilidad Integral |
| 471     | Humanes de Madrid                            | 07749 Luis Sauquillo-Grecia (N.º 44)          | Avanza Movilidad Integral |
| 498     | Moraleja de Enmedio - Móstoles Central       | 07749 Luis Sauquillo-Grecia (N.º 44)          | Martín, S.A.              |
| 496     | Moraleja de Enmedio - Arroyomolinos (Xanadú) | 19157 Luis Sauquillo-Grecia (N.º 58)          | Martín, S.A.              |
| 497     | Moraleja de Enmedio - Las Colinas            | 19157 Luis Sauquillo-Grecia (N.º 58)          | Martín, S.A.              |
| 468     | Getafe                                       | 07748 Luis Sauquillo-Escorial (N.º 57)        | Avanza Movilidad Integral |
| 471     | Parla - Pinto                                | 07748 Luis Sauquillo-Escorial (N.º 57)        | Avanza Movilidad Integral |
| 497     | Leganés (Parque Sur)                         | 07748 Luis Sauquillo-Escorial (N.º 57)        | Martín, S.A.              |
| 498     | Fuenlabrada (calle Leganés)                  | 07748 Luis Sauquillo-Escorial (N.º 57)        | Martín, S.A.              |
| 496     | Fuenlabrada (Hospital)                       | 19156 Grecia-Est. Fuenlabrada Central (N.º 2) | Martín, S.A.              |